# Tîcikiv, Narodîci
Tîcikiv (în ucraineană Тичків) este un sat în comuna Radcea din raionul Narodîci, regiunea Jîtomîr, Ucraina.

## Demografie
Componența lingvistică a localității Tîcikiv
     Ucraineană (91,89%)
     Rusă (8,11%)
Conform recensământului din 2001, majoritatea populației localității Tîcikiv era vorbitoare de ucraineană (91,89%), existând în minoritate și vorbitori de rusă (8,11%).